# Bairabi
Bairabi é uma vila no distrito de Kolasib, no estado indiano de Mizoram.

## Demografia
Segundo o censo de 2001, Bairabi tinha uma população de 3304 habitantes. Os indivíduos do sexo masculino constituem 53% da população e os do sexo feminino 47%. Bairabi tem uma taxa de literacia de 69%, superior à média nacional de 59.5%; com 54% para o sexo masculino e 46% para o sexo feminino. 19% da população está abaixo dos 6 anos de idade.